# Barlborough
Barlborough – wieś w Anglii, w hrabstwie Derbyshire, w dystrykcie Bolsover. Leży 43 km na północ od miasta Derby i 213 km na północ od Londynu. Miejscowość liczy 3018 mieszkańców.